# Полонини (національний парк, Словаччина)
Полонини (словац. Národný park Poloniny) — національний парк на північному сході  Словаччини, на кордоні з  Польщею і  Україною, в гірській системі Буковське Врхи. Заснований 1 жовтня 1997 року.

## Географія
Площа парку становить 298,05 км²; буферна зона — 109,73 км². Є частиною об'єкта всесвітньої спадщини ЮНЕСКО — Букові праліси Карпат та давні букові ліси Німеччини. Парк розташований в районі  Сніна  Пряшівського краю. Примикає до території  Бещадського національного парку, розташованого в Польщі, разом з яким є частиною біосферного резервату «Східні Карпати». Найвища точка парку становить 1208 м над рівнем моря і знаходиться в місці, де сходяться кордони трьох країн: Словаччини, України та Польщі. Полонини — найбільш східна і малонаселена територія Словаччини. Пішохідні стежки для туристів беруть початок з декількох сіл.

## Флора і фауна
Ліси покривають близько 80% території; переважають бук і ялиця. У Полонинах відзначається найвища в Словаччині концентрація первісних лісів. Парк служить прихистком для багатьох ендемічних і рідкісних видів. Тут зустрічається близько 5981 відомих видів безхребетних і 294 види хребетних, які включають 13 видів амфібій, 8 видів рептилій, 198 видів птахів і 55 видів ссавців, таких як рись і ведмідь. У 2004 році тут було відновлено невелику популяцію  зубрів.

## Галерея

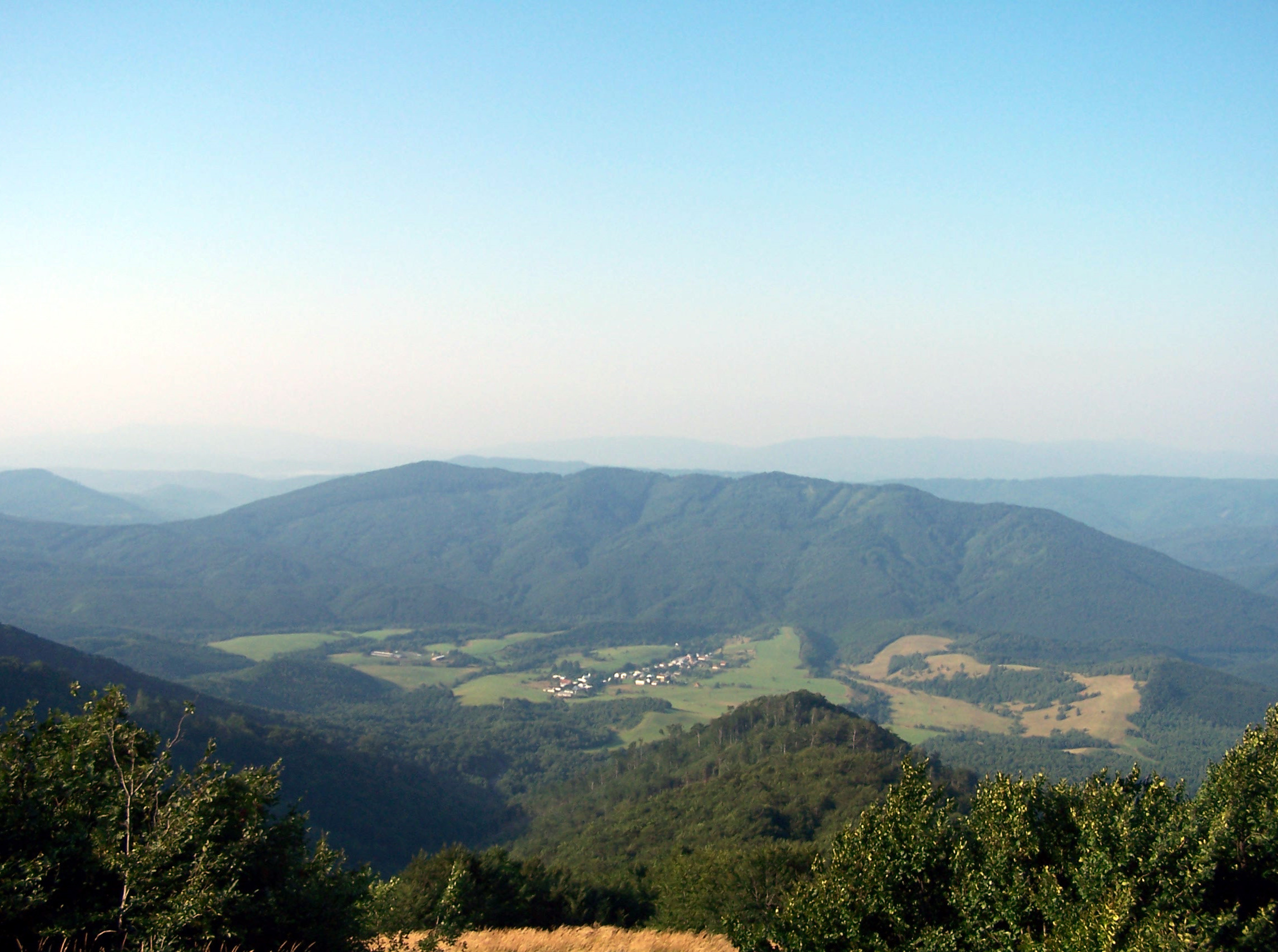
Вид на село Рунін
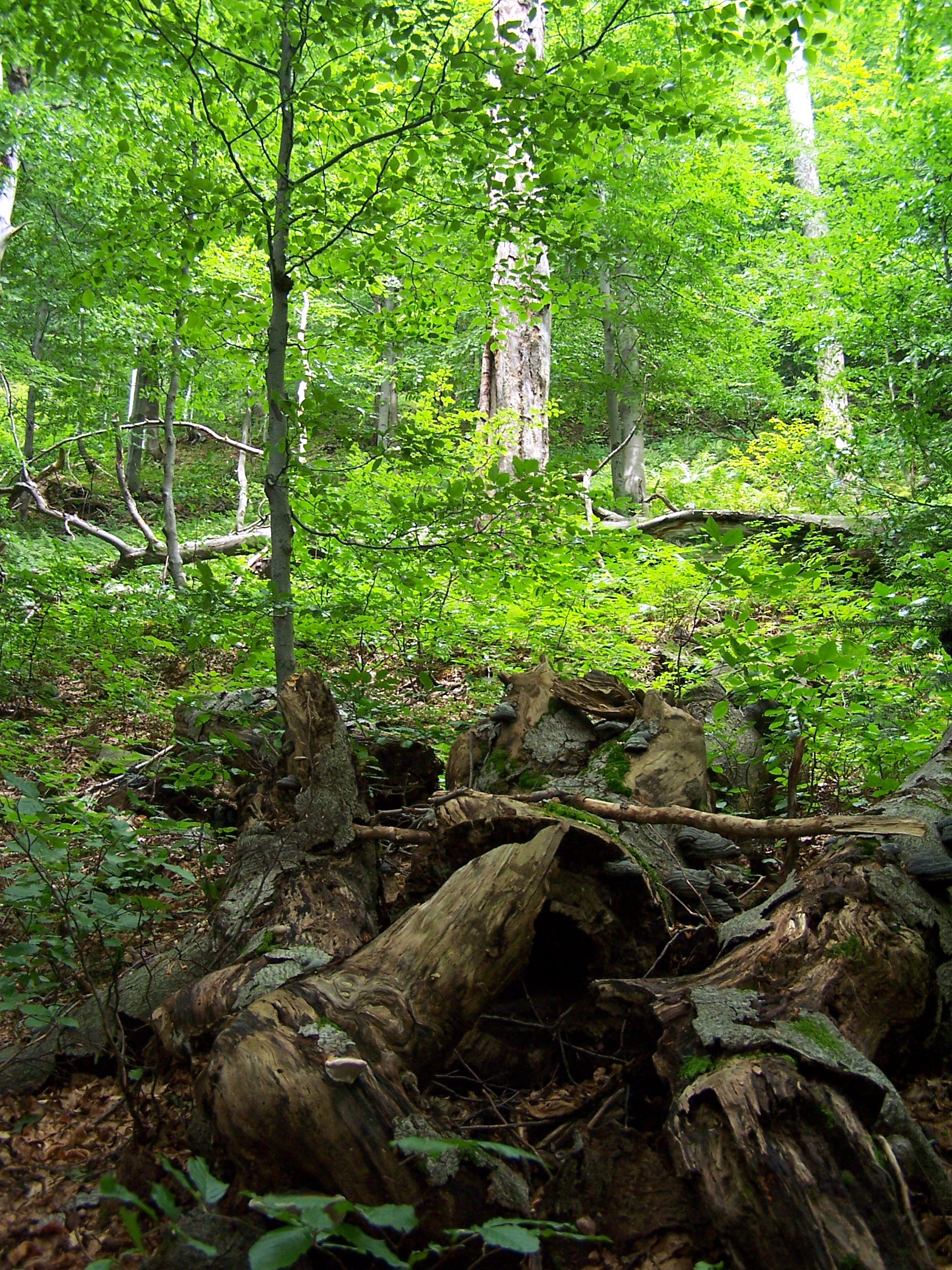
Буковий ліс Стужиця
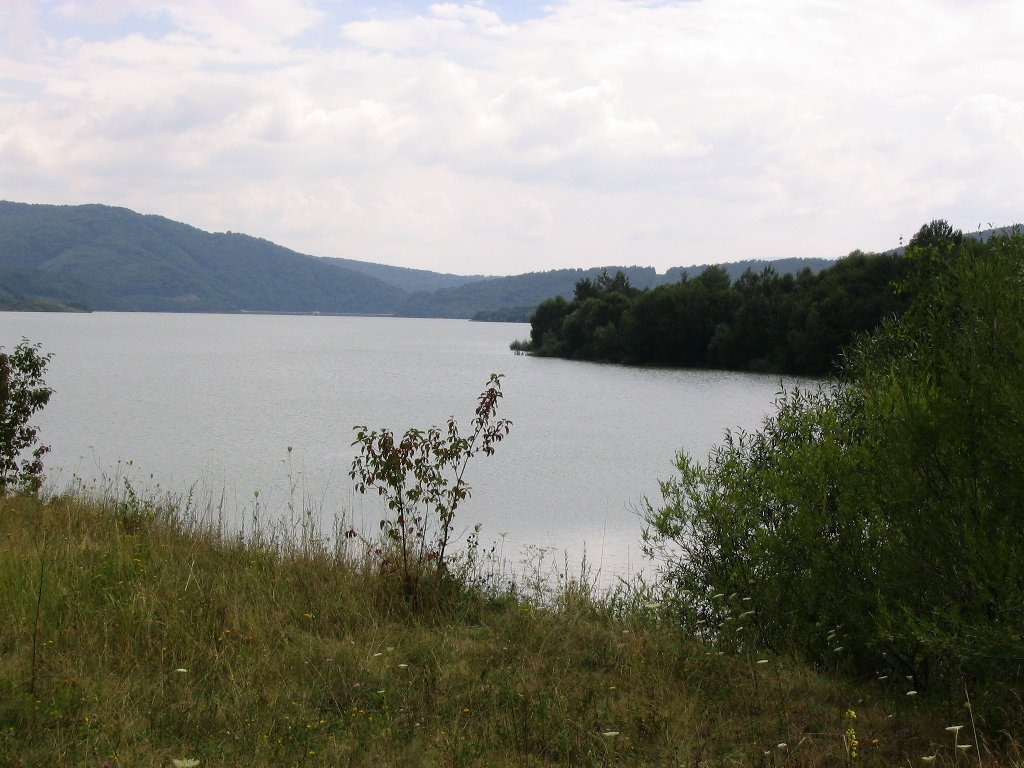
Водосховище Старина

## Ресурси Інтернету
- Вікісховище має мультимедійні дані за темою: Полонини (національний парк, Словаччина)
- Офіційний сайт парку

## Виноски
1. 1 2 3  Nationally designated areas (CDDA)
2. ↑  * Назва в офіційному англомовному списку
3. ↑  Slovakia.travel. Архів оригіналу за 7 лютого 2012. Процитовано 22 травня 2014.
4. ↑   The Poloniny National Park. www.regionsnina.sk